# Корпускулярная теория света
Корпускулярная теория света (называемая также эмиссионной теорией) — теория о природе света, обоснованная в XVII веке Пьером Гассенди и Исааком Ньютоном. Согласно этой теории, свет состоит из мелких частиц («корпускул»), испускаемых светящимися телами. Эти частицы движутся по прямой линии с конечной скоростью, обладают массой и импульсом. В противоположность корпускулярной теории, обсуждалось также альтернативное представление Рене Декарта и Роберта Гука: свет есть волны в эфире.
Корпускулярная теория хорошо согласовывалась с законами геометрической оптики, однако другие оптические явления, открытые в том же XVII веке (дифракция и интерференция) с корпускулярных позиций плохо поддавались объяснению. Ньютон посвятил этим явлениям вторую и третью книгу своей «Оптики» (1704 год), ограничившись построением их математической модели, хотя всё же склонялся к корпускулярной теории. В XIX веке победил волновой подход. Однако в начале XX века выяснилось, что свет имеет двойственную природу и может, в зависимости от конкретной ситуации, проявлять как корпускулярные, так и волновые свойства.

## История

### Первые гипотезы о природе света
Развитие геометрической оптики наталкивало учёных древности на мысль, что свет испускается светящимися телами в виде некоторой лучистой материи (флюида). Взгляды пифагорейцев и Эмпедокла (V век до н. э.) были близки к эмиссионной теории. В частности, Платон и Евклид считали источником зрения «световой флюид», исходящий из глаза и сливающийся с солнечным светом. Атомисты Эпикур и Лукреций Кар также полагали, что свет есть вид материи. Аристотель критиковал атомистов, однако ясной собственной теории не выдвинул. Сочинения античных авторов по оптике (в том числе Клавдия Птолемея и Герона) содержат больше геометрии, чем физики.
Арабский натурфилософ Ибн аль-Хайсам (XI век) отверг теорию, что глаз испускает собственные лучи, и правильно объяснил механизм зрения. Английский учёный Роджер Бэкон (XIII век) первым высказал мнение, что свет — это не поток каких-то частиц, а «распространение движения», тем самым дав первый намёк на волновую теорию света.

### Гассенди
Ядром философии Пьера Гассенди является его теория атомистической материи. В своей работе Syntagma Philosophicum («Философский трактат»), опубликованной посмертно в 1658 году, Гассенди попытался объяснить природные явления, включая и свет, в терминах атомов и пустоты. Гассенди считал, что атомы движутся в пустом пространстве, что противоречит аристотелевской точке зрения о том, что Вселенная полностью заполнена материей.
Гассенди утверждал, что свет — это поток частиц, которые относятся к разным типам (например, цветам). В его оптике атомистическая теория света противостоит взглядам Декарта на свет как на волновое движение. Для Гассенди свет — это свойство, переносимое определёнными атомами (лат. atomi lucificae), которые идентичны атомам тепла. Они имеют тенденцию двигаться с чрезвычайно высокой скоростью, потому что на их пути обычно меньше препятствий, чем у большинства других атомов.

### Ньютон
Примерно через полвека после Гассенди Исаак Ньютон использовал существующие корпускулярные теории для разработки своей теории частиц света.
Судя по сохранившимся записям, в начале своей научной деятельности Ньютон склонялся к волновой теории света. В 1672 году он утверждал, например, что цвет связан с частотой волн света:

Наибольшие колебания эфира дают ощущение красного цвета, наименьшие и наиболее короткие — фиолетового, а промежуточные — промежуточных цветов.

Однако позднее Ньютон изменил свою позицию и превратился в решительного противника волновой теории. Причину этого он сформулировал в своём трактате «Оптика» (вопрос 28): несовместимость прямолинейного распространения света с его волновым характером. Ньютон пришёл к выводу, что геометрические свойства отражения и преломления света можно объяснить, только если свет состоит из частиц-корпускул. Судя по всему, Ньютон не осознавал, что явление дифракции как раз и доказывает непрямолинейность распространения света (парадоксально, но даже Гук и Гюйгенс, сторонники волновой теории, этого не поняли).

### Дальнейшее развитие
Корпускулярная теория, развитая Ньютоном, преобладала в физике более 100 лет, отчасти из-за большого престижа Ньютона. В начале XIX века, когда корпускулярная теория не смогла адекватно объяснить дифракцию, интерференцию и поляризацию света, от неё отказались в пользу волновой теории Юнга — Френеля.
В некоторой степени корпускулярная теория света возродилась в XX веке, когда были обнаружены явления, которые с помощью волновой теории объяснить не удалось. Это — давление света, фотоэффект, Комптон-эффект и законы теплового излучения. В настоящее время свет рассматривается как волна и поток частиц одновременно. Частицы света получили специальное название. Макс Планк назвал их световыми квантами (1900), а Гилберт Льюис — фотонами (1926). Оба этих названия используют до сих пор.